# 祖語

言語分岐の模式図（上が過去）。15がこの図全体の祖語であるが、たとえば7も「5と9の祖語」である。
なお、6と20は15の娘言語という。

祖語（そご）とは、共通の歴史言語学的祖先を持つ諸言語（語族またはそのサブセット）に対する、その共通の祖先言語である。
互いに関連のある言語を歴史的に遡っていくとある時点でひとつの言語となるが、その言語のことを祖語 Proto-language という。原言語と称される場合も若干見られるが、source-languageなのか、proto-languageであるかの区別を行うために、祖語と呼ばれることが多い。
例えば、インド・ヨーロッパ語族（印欧語族）の祖語は「印欧祖語」、インド・ヨーロッパ語族のゲルマン語派に属する言語の祖語は「ゲルマン祖語」、ウラル語族の祖語は「ウラル祖語」と呼ばれる。
祖語に関してはどの言語も文献が残されていないので、理論的な再建しか出来ないが、ロマンス語におけるラテン語（俗ラテン語）、インド語派におけるサンスクリットの様に、祖語に極めて近い言語が残っている例は、印欧語族などに散見される。
祖語は何らかの言語共同体ではあったと想像されるが、単一の言語だったという保証はない。例えば印欧語族のケントゥム語派とサテム語派は印欧祖語の段階でも別の方言だったと想像されているが、これらがさらに単一の方言にさかのぼるかどうかはわからない。
これらの研究の過程で、ある単語が現存する文献や口頭調査で採取されたものでなく、比較言語学から推定された場合、"*"印を付けて、例えば"*kʷʰ"などと書く。これを再構形と呼ぶ。